# Nhóm ngôn ngữ quần đảo Admiralty
Nhóm ngôn ngữ Admiralty là một nhóm gồm khoảng 30 ngôn ngữ thuộc ngữ chi châu Đại Dương. Nhóm này cũng có thể bao gồm cả tiếng Yap, một ngôn ngữ khó phân loại.

## Phân loại
Theo Lynch, Ross, & Crowley (2002), cấu trúc của nhóm ngôn ngữ này là:
- Đông
  - Nhóm Manus
  - Đông Nam: Baluan-Pam, Lenkau, Lou, Nauna, Penchal
- Tây 
  - Bắc Kaniet và Nam Kaniet (†)
  - Seimat
  - Wuvulu-Aua

Ngoài ra, tiếng Yap và tiếng Nguluwan cũng có thể là một phần của nhóm.